# Xestia nyei
Xestia nyei är en fjärilsart som beskrevs av Plante 1979. Xestia nyei ingår i släktet Xestia och familjen nattflyn. Inga underarter finns listade i Catalogue of Life.